# Mr. President (együttes)
A német Mr. President együttest eredetileg 1991-ben Bréma-ban alapította Jens Neumann és Kai Matthiesen producerek. A csapatban kezdetben Judith Hildebrand (T-Seven), és Daniela Haak (Lady Danii) énekesnőkből, és az amerikai rapperből George Jonesból (Sir Prophet) álltak. 1994-ben Jonest a brit Delroy Rennalls váltotta. 2000-ben Hildebrandt kilépett a zenekarból, hogy szólókarrierbe kezdjen, és helyére Nadia Ayche énekesnő csatlakozott. Ayche azonban rövid ideig volt a csapat tagja, és 2001-ben váltotta őt Myra Beckmann. Miután Beckmann is távozott 2003-ban Franziska Frank (Frank) lett az új énekesnő. Azonban 2008-ra az együttes hivatalosan is feloszlott. 

## Története

### Az eredeti felállás (1991)
1991-ben két német lemezlovas, Jens Neumann és Kai Matthiesen megalapították a Satellite One nevű rapper-énekes duót, melyben George Jones amerikai rapper és Daniela Haak német énekesnő voltak a tagok. Amikor Neumann felvette a csapatba Judith Hildebrandt énekesnőt, akkor a csapat hivatalosan is trióvá vált. A zenekar tagjai hamarosan egyéni művésznevet kaptak, így Hildebrandt a "T-Seven" nevet, míg Jones és Haak "Sir Prophet" illetve "Lady Danii" néven váltak ismertté.
A zenekar néhány évig csupán klubokban lépett fel, mielőtt bármiféle sikert arattak volna, Neumann és Matthiesen akik ekkor már menedzserként és producerként is tevékenykedtek, úgy döntöttek, hogy a zenekar nevét Mr. Presidentre változtatják. Az új név alatt az első kislemez az "MM" című dal volt, melynek betűi Marilyn Monroe nevének kezdőbetűiből tevődtek össze. A dal 1993-ban jelent meg, ám nem aratott különösebb sikert.  

### Az Up'n Away sikerei (1995)
Az első kislemez megjelenése után megjelent a csapat második kislemeze az Up'n Away című. 1994 közepén Neumann Jonest a brit rapper Delroy Rennals (Layzee Dee) váltotta. Az első album az "Up'n Away – The Album" 1995-ben jelent meg, melyen már az "Up'n Away" című dal új verziója szerepelt Rennals rap vokáljával. Az albumon szerepelt még az "I'll Follow the Sun" című sláger is.

### Mainsteram sikerek és a "Coco Jamboo" (1996)
1996-ban Neumann és Matthiesen úgy döntöttek, hogy radikálisan más hangzást választanak a következő Mr. President kislemezhez. A reggae-fúzió ihlette "Coco Jamboo" gyorsan crossover sikert aratott világszerte, és ez volt az első Mr. President dal, mely felkerült az Egyesült Királyság kislemezlistájára, ahol a 8. helyen szerepelt, valamint az Egyesült Államokban pedig a 21. helyezést érte el a Billboard Hot 100-as listán. A Coco Jamboo című dal a "We See the Same Sun" című második stúdióalbumon szerepelt az "I Give You My Heart" és a "Show Me the Way" című dalokkal együtt.

### Night Club és Space Gate (1997–1999)

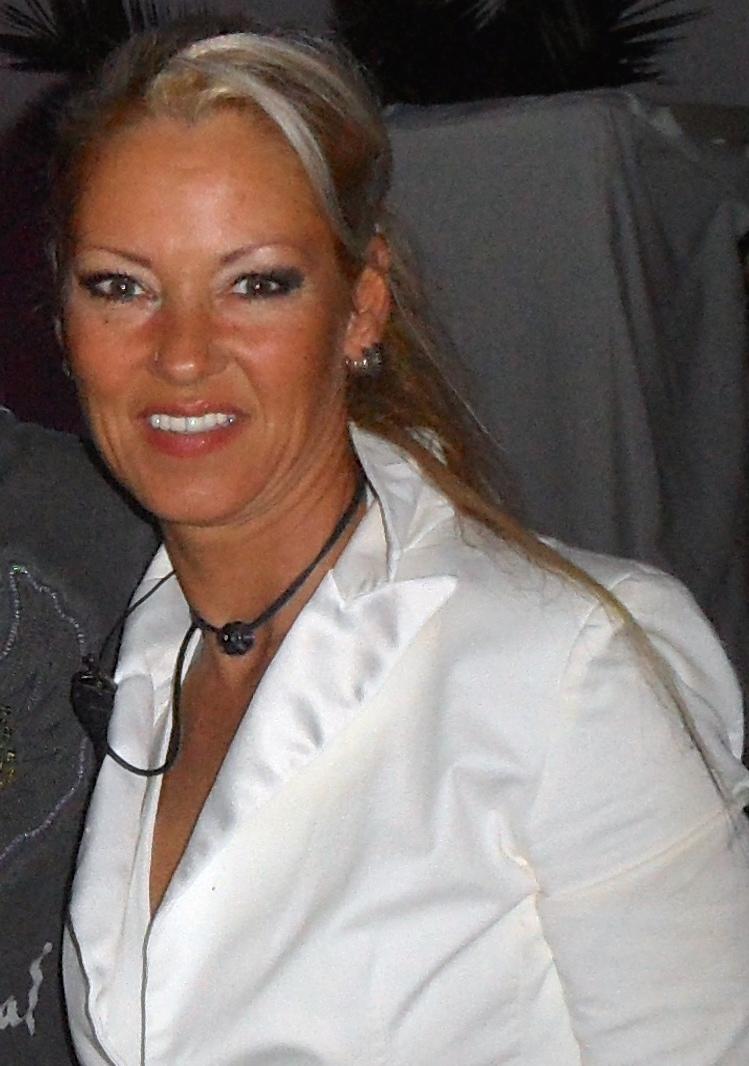
Daniella Haak (Danii) az együttes korábbi oszlopos tagja 2014-ben.

A "We See the Same Sun" című album sikerét kihasználva a csapat ismét alkalmazta könnyedebb hangzásvilágát az 1997-es "Night Club" című albumán is. Az album vezető kislemeze a "Jojo Action" hozzájárult a zenekar folyamatos európai sikereihez, és Ausztriában a 3. helyig jutott a kislemezlistán. Bár az album következő három slágere is eredményes sikereket ért el, mégsem került fel az Egyesült Államok slágerlistájára. A "Night Club" 1997-es promóciós kampánya alatt Danii rövid időre kilépett a zenekarból, hogy szólókarrierbe kezdjen a Reset nevű csapattal, azonban néhány hónap múlva visszatért.
A promóció kellős közepén Haakot, Hildebrandt-ot, és Rennalst is azzal vádolták, hogy a Mr. President egyik dalában sem használták saját hangjukat. Hamburg vezető magazinja, a Stern számolt be a botrányról, amelyeet először a német Bremen 4 rádióállomás leplezett le. Az ő jelentésük szerint a hangok Caren Millerhez, Anne Schroederzez és William Kint III-hoz tartoztak. Matthiesen és Neumann azonban a német VIVA televízióban egy interjúban elmondták, hogy a hangok Danii-hoz és Judith-hoz tartoztak, de a hangmagasságukat technikailag megszerkesztették a felvételek során. 2014-ben az NWZonline egy cikket közölt Caren Millerről, amelyben azt állította, hogy stúdióénekesnő és társszerző volt a zenekarban. Elmondása szerint nem zavarta, hogy csak Judith Hildebrandt és Daniela Haak jelent meg a színpadon. Miller Hildebranddtal egyidőben 2000-ben távozott a zenekarból.
Egy évvel később a Mr. President kiadta a Space Gate című albumot, amellyel visszatértek korábbi hangzásvilágukhoz. A "Give a Little Love" és a "Simbaleo" azonban csupán csak mérsékelt sikereket arattak, így a zenekar már nem tudta megismételni korábbi sikereit.

### A válogatás album és a szünet (2000)
Miután 1999-ben fél évet töltött a csapat a stúdióban, az új évezredben megjelentették az "a Kind of...Best! című válogatásalbumot. A CD lemezhez mellékelték az "Up'n Away 2K című új kislemezt is, amely sajnos még Németországban sem került fel a slágerlistákra. Legutóbbi kislemezük sikertelensége és a gyengülő nyilvános megítélésük után Judith Hidebrandt 2000 februárjában kilépett a csapatból, hogy szólókarrierbe kezdjen. Hildebrandt távozása után a zenekar úgy döntött, hogy egy újabb válogatásalbum kiadására koncentrál, melynek eredményeképpen a "Golden Super Hits" 2000 év vége felé került a boltok polcaira.

### Tagcserék, és a Forever & One Day című album (2001–2004)

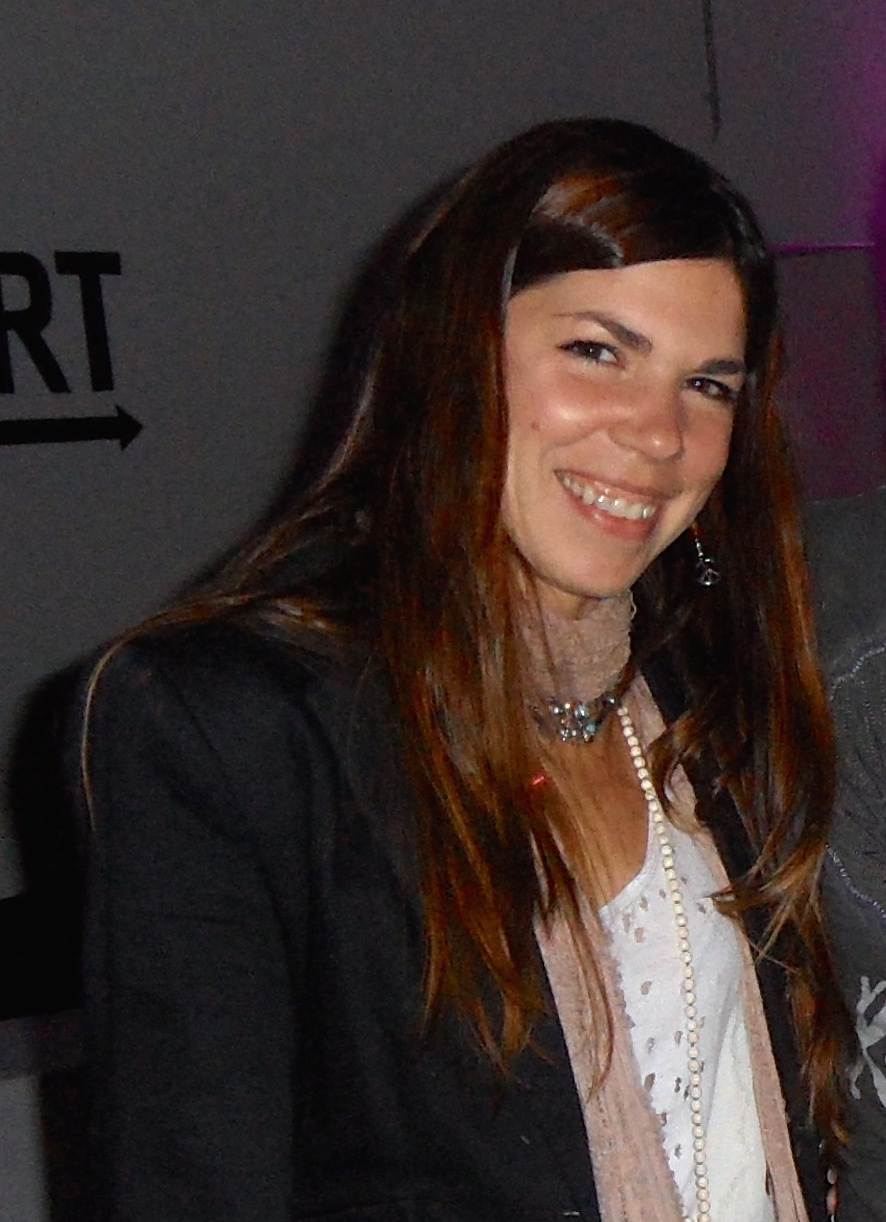
Judit Hildebrandt (T-Seven) az együttes korábbi oszlopos tagja 2014-ben.

A Mr. President 2001 elején tért vissza a köztudatba, miután felvették a csapatba a klasszikus énekesnőt, Nadia Ayche-t. Bár a zenekar élőben lépett fel Ayche-vel, és új dalok felvételébe is belekezdtek, azonban 2002-ben elküldték a zenekarral fennálló irányvonalbeli nézeteltérések miatt. Utódja Myra Beckmann lett, akivel rögtön új dalok felvételébe kezdtek az új CD-jükhöz.
Közel egy évnyi stúdiófelvétel után, 2003 nyarán jelent meg a "Forever & One Day" című új album, melynek vezető kislemeze a "Love, Sex and Sunshine" volt. Miután közel négy évig távol voltak az európai zenei élettől, a zenekar legújabb kislemeze lenyűgözően jhól szerepelt a slágerlistákon, és Németországban is a 23. helyet érte el. A következő kimásolt kislemez a "Forever & One Day" című néhány héttel később jelent meg, és hasonlóan jól teljesített. Hazájukban az 51. helyet sikerült elérnie. A turné kezdete után azonban Beckmann kénytelen volt elhagyni a zenekart egészségügyi problémái miatt, így Haak és Rennalls duóként játszottak a turné hátralévő részében. A zenekar ismét kénytelen volt valakit találni a megüresedett énekesi pozícióra, és néhány héttel később felbérelték a már befutott énekesnőt Franziska "Franzi" Frankot.

### Az utolsó kislemezek és szakítás (2005–2008)
A Forever & One Day turné után a zenekar bejelentette, hogy ismét stúdióba vonulnak egy újabb lemez elkészítésére, azonban a bejelentés ellenére semmi sem valósult meg ebből. A zenekar továbbra is fellépett különleges eseményeken, leginkább a 2004-es Hit Giganten fesztiválon, egészen 2006-ig. 2005-ben jelent meg az első és egyetlen kislemez, melyben Frank énekel, az Inner Circle együttes "Sweat (A La La La La Long) című dalának feldolgozása, mely kizárólag az iTunes-on volt elérhető. A zenekar egy másik, szintén csak az iTunes-on elérhető kislemezt tett elérhetővé "Megamix 2006" címmel, melyben a zenekar összes legnagyobb slágere felcsendült.

### LayZee és a Mr. President (2008-től napjainkig)

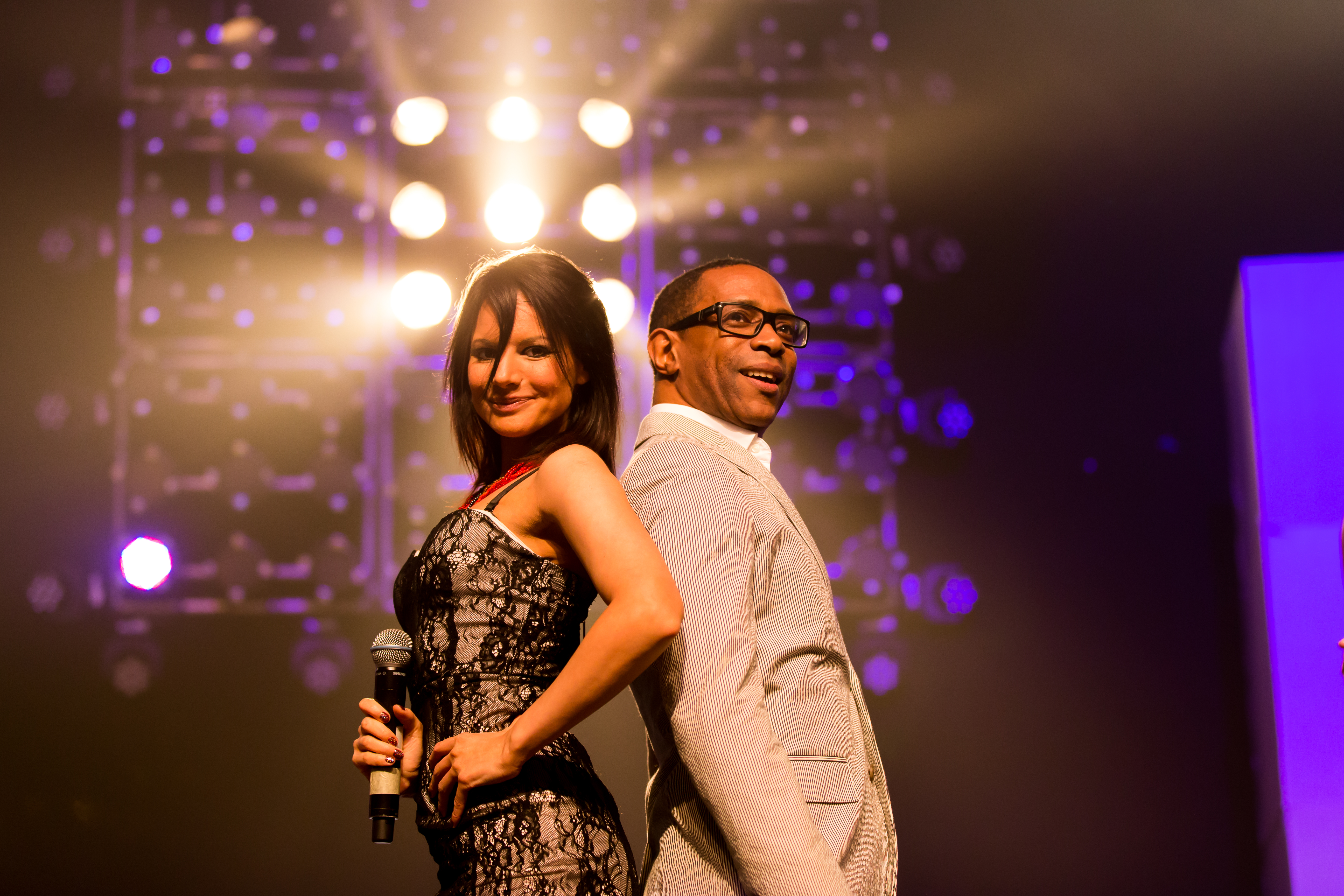
LayZee és Erika a RPR1 90er Fesztiválon Mannheimben.

2008 óta Rennalls folyamatosan turnézik Európában, és Dél-Amerikában, LayZee néven. Magyarországon is többször felléptek azóta a 2014-ben leszerződött magyar énekesnővel Kovács Erikával. Rennalls és Kovács ma is duóként lépnek fel, és adják elő a Mr. President slágereit szerte a világban. Rennalls saját szólólemezt is megjelentetett, és más előadókkal is együtt működik, valamint független lemezkiadóját, a DieZel Records-ot vezeti. A mai napig összesen hét kislemezt adott ki, köztük a "Tonight", "Summertime" a "Copacabana", "Come on Everybody" és a "Calling in Sick" címűeket.

## Korábbi zenekari tagok
- Lady Danii (Daniela Haak; 1991–2008)
- T-Seven (Judith Hildebrandt; 1991–2000)
- Sir Prophet (George Jones; 1991–1994)
- Lazy Dee (Delroy Rennalls; 1994–2008)
- Caren Miller (1994–1999) (ghost singer for T-Seven)
- Anne Schroeder (1994–1999) (ghost singer for Lady Danii)
- William King III (1995–2003) (ghost singer for Lazy Dee)
- Nadia Ayche (2001–2002)
- Myra (Myriam Beckmann; 2002–2003)
- Franzi (Franziska Frank; 2003–2008)

Idővonal

## Diszkográfia

### Stúdióalbumok
| Up'n Away – The Album                                                 | - Megjelent: 1995. március 25. - Label: Warner (Németország) - Formátum: CD, MC, LP   | 37 | —  | 4  | —  | —  | —  | 38 | - IFPI FIN: Platina                                   |
| We See the Same Sun (Entitled Coco Jumbo in Japan)                    | - Megjelent: 1996. május 17. - Label: Warner International - Formátum: CD, MC, LP     | 16 | 15 | 1  | 10 | 80 | 56 | 9  | - IFPI FIN: Platina - IFPI SWI: Arany - RIAJ: Platina |
| Night Club (Entitled Joe Joe Action in Japan)                         | - Megjelent: 1997. augusztus 27. - Label: Warner International - Formátum: CD, MC, LP | 10 | 15 | 10 | 17 | —  | —  | 11 | - RIAJ: Arany                                         |
| Space Gate                                                            | - Megjelent: 1999. május 25. - Label: Warner (Germany) - Formátum: CD, MC, LP         | 5  | 22 | 32 | 48 | —  | —  | 11 |                                                       |
| "—" nem volt slágerlistás helyezés, vagy nem jelent meg az országban. |                                                                                       |    |    |    |    |    |    |    |                                                       |

### Kislemezek
| Év   | Cím                                                | Toplista helyezések | Toplista helyezések | Toplista helyezések | Toplista helyezések | Toplista helyezések | Elismerések                    | Album                       |
| Év   | Cím                                                | GER                 | CH                  | AT                  | US                  | UK                  | Elismerések                    | Album                       |
| ---- | -------------------------------------------------- | ------------------- | ------------------- | ------------------- | ------------------- | ------------------- | ------------------------------ | --------------------------- |
| 1993 | "MM"                                               | -                   | -                   | -                   | -                   | -                   |                                | MM                          |
| 1994 | "Up'n Away"                                        | 12                  | 17                  | 6                   | -                   | -                   | - Németország: Arany (250,000) | Up’n Away                   |
| 1995 | "I'll Follow the Sun"                              | 23                  | 16                  | 18                  | -                   | -                   |                                | Up’n Away                   |
| 1995 | "4 On the Floor"                                   | 38                  | -                   | -                   | -                   | -                   |                                | Up’n Away                   |
| 1995 | "Gonna Get Along (Without Ya Now)"                 | 31                  | -                   | -                   | -                   | -                   |                                | Up’n Away                   |
| 1996 | "Coco Jamboo"                                      | 2                   | 1                   | 1                   | 21                  | 8                   | - Norvégia: Arany (10,000)     | We See the Same Sun         |
| 1996 | "I Give You My Heart"                              | 7                   | 6                   | 12                  | -                   | 52                  | - Németország: Arany (250,000) | We See the Same Sun         |
| 1996 | "Show Me the Way"                                  | 28                  | 21                  | 18                  | -                   | -                   |                                | We See the Same Sun         |
| 1997 | "JoJo Action"                                      | 4                   | 5                   | 3                   | -                   | 73                  | - Németország: Arany (250,000) | Nightclub                   |
| 1997 | "Take Me to the Limit"                             | 11                  | 21                  | 16                  | -                   | -                   |                                | Nightclub                   |
| 1997 | "Where Do I Belong" (featuring Münchener Freiheit) | 48                  | -                   | 25                  | -                   | -                   |                                | Nightclub                   |
| 1998 | "Happy People"                                     | 15                  | 17                  | 16                  | -                   | -                   |                                | Nightclub                   |
| 1999 | "Give a Little Love"                               | 13                  | 18                  | 8                   | -                   | -                   |                                | Space Gate                  |
| 1999 | "Simbaleo"                                         | 30                  | 24                  | 40                  | -                   | -                   |                                | Space Gate                  |
| 2000 | "Up’n Away 2K"                                     | -                   | -                   | -                   | -                   | -                   |                                | A Kind Of... Best           |
| 2003 | "Love, Sex & Sunshine"                             | 23                  | -                   | 35                  | -                   | -                   |                                | Forever & One Day           |
| 2003 | "Forever & One Day"                                | 51                  | -                   | 48                  | -                   | -                   |                                | Forever & One Day           |
| 2005 | "Sweat (A La La La La Long)"                       | -                   | -                   | -                   | -                   | -                   |                                | Egyik albumon sem szerepelt |
| 2006 | "Megamix 2006"                                     | -                   | -                   | -                   | -                   | -                   |                                | Egyik albumon sem szerepelt |

### Válogatás albumok
| Mr. President (Csak az Egyesült Államokban jelent meg.)               | - Megjelent: 1997. július 15. - Label: Warner Brothers - Formátum: LP · MC · CD            | 94 |
| Happy People (Csak Japánban jelent meg.)                              | - Megjelent: 1998. augusztus 26. - Label: Warner Brothers (Japán) - Formátum: LP · MC · CD | —  |
| A Kind of...Best!                                                     | - Megjelent: 2000. november 20. - Label: Warner International - Formátum: MC · CD          | —  |
| Forever & One Day (Csak Japánban jelent meg.)                         | - Megjelent: 2003. június 12. - Formátum: MC · CD                                          | —  |
| "—" nem volt slágerlistás helyezés, vagy nem jelent meg az országban. |                                                                                            |    |

## Díjak
- 1996: Echo Pop a „Legjobb Dance sláger“
- 1997: RSH-Goldaz “Év legjobb dallama" [21]
- 1997: Comet a "Legjobb külföldi dance sláger“
- 1997: Echo Pop a "Legjobb nemzetközi dance előadó“

## Fordítás
- Ez a szócikk részben vagy egészben  a   Mr. President (band) című angol Wikipédia-szócikk fordításán alapul.  Az eredeti cikk szerkesztőit annak laptörténete sorolja fel. Ez a jelzés csupán a megfogalmazás eredetét és a szerzői jogokat jelzi, nem szolgál a cikkben szereplő információk forrásmegjelöléseként.